# Districte Federal Central
El Districte Federal Central (en rus Центральный федеральный округ, Tsentralni federalni ókrug) és un dels nou districtes federals de Rússia.
Se'n diu «central» per raons polítiques i històriques, tot i que geogràficament està situat a l'extrem occidental de la Federació Russa. Ocupa una superfície de 652.800 km²; amb 38.000.651 habitants segons el cens del 2002, és el districte federal rus més poblat. La seu administrativa és a la ciutat de Moscou.
Es va establir el 18 de maig del 2000. El Delegat Presidencial del districte federal és Aleksandr Beglov.

## Subjectes federals
El Districte Federal Central comprèn 18 subjectes federals:

Subjectes federals del Districte Federal Central

1. Óblast de Bélgorod
2. Óblast de Briansk
3. Óblast de Vladímir
4. Óblast de Vorónej
5. Óblast d'Ivànovo
6. Óblast de Kaluga
7. Óblast de Kostromà
8. Óblast de Kursk
9. Óblast de Lípetsk
10. Moscou (ciutat federal)
11. Óblast de Moscou
12. Óblast d'Oriol
13. Óblast de Riazan
14. Óblast de Smolensk
15. Óblast de Tambov
16. Óblast de Tver
17. Óblast de Tula
18. Óblast de Iaroslavl